# Katholischer Erwachsenen-Katechismus
Der von der Deutschen Bischofskonferenz herausgegebene Katholische Erwachsenen-Katechismus (KEK) erläutert in zwei Bänden das Glaubensbekenntnis der Kirche (Band 1, 1985) und das Leben aus dem Glauben (Band 2, 1995) aus der Sicht der römisch-katholischen Kirche. Er entstand auf Grundlage der Entwicklungen und Erkenntnisse des Zweiten Vatikanischen Konzils (1962–1965) und der Würzburger Synode (1971–1975).

## Inhalt
Im ersten Band, der unter Leitung von Walter Kasper durch eine Katechismuskommission erarbeitet wurde, wird entlang des großen Glaubensbekenntnisses in drei Teilen (Gott der Vater – Jesus Christus – Das Werk des Heiligen Geistes) die Glaubenslehre entfaltet.
Der zweite Band – die Vorbereitungsarbeiten ab 1982 leitete Kardinal Wetter – wurde 1995 veröffentlicht, nachdem Hinweise auf den Katechismus der Katholischen Kirche (1992) und die Enzyklika Veritatis splendor (1993) in den ursprünglichen Text eingearbeitet worden waren. Er stellt das christliche Ethos in zwei Teilen und einem Schlussteil dar (Ruf Gottes – Antwort des Menschen, Die Gebote Gottes, Schluss: Am Größten ist die Liebe – Bleiben in der Liebe). Er stellt explizit das christliche Leben im Sinne der 10 Gebote dar.

## Mitglieder der Katechismuskommission für den ersten Band
- Hermann Kardinal Volk
- Joseph Kardinal Ratzinger
- Erzbischof Friedrich Wetter
- Bischof Franz Kamphaus
- Bischof Karl Lehmann
- Alfons Deissler
- Walter Kasper
- Karl Lehmann
- Leo Scheffczyk
- Rudolf Schnackenburg
- Otto Semmelroth

## Mitglieder der Katechismuskommission für den zweiten Band
- Alfons Deissler
- Wilhelm Ernst
- Bernhard Fraling
- Walter Kasper
- Karl Lehmann
- Ludwig Mödl
- Lothar Roos
- Hans Rotter
- Leo Scheffczyk
- Rudolf Schnackenburg
- Friedrich Wetter

## Ausgaben
- Katholischer Erwachsenen-Katechismus. Bd. 1: Das Glaubensbekenntnis der Kirche. Verlagsgruppe Engagement 1985 ISBN 3-7666-9388-3 (Butzon und Bercker) (4. Aufl. 1989)
- Katholischer Erwachsenen-Katechismus. Bd. 2: Leben aus dem Glauben. Freiburg im Breisgau u. a.: Herder u. a. 1995 ISBN 3-451-23762-8
- Die beiden Bände sind auch frei online auf der Website der Deutschen Bischofskonferenz zugänglich (Online-Ausgaben)